# The New Vaudeville Band
The New Vaudeville Band var en brittisk popgrupp, bildad 1966, och mest känd för låten "Winchester Cathedral" från 1966. Låten blev en stor hit både i USA och i England. De fick ingen mer internationell hit, men hade i England två topp-20 hits till, "Peek-a-Boo" och "Finchley Central". Originalversionen av låten "There's a Kind of Hush", som Herman's Hermits året efteråt fick en stor hit med, finns med på debutalbumet. 

## Diskografi (urval)
Album
- 1966 – Winchester Cathedral
- 1967 – The New Vaudeville Band on Tour
- 1967 – Finchley Central
- 1974 – The World Of The New Vaudeville Band

Singlar
- 1966 – "Winchester Cathedral" / "Wait For Me Baby" (#4 på UK Singles Chart)
- 1967 – "Peek-A-Boo" / "Amy" (UK #7)
- 1967 – "Finchley Central" / "Sadie Moonshine" (UK #11)
- 1967 – "Green Street Green" / "Fourteen Lovely Women" (UK #37)
- 1968 – "The Bonnie And Clyde" / "Uncle Gabriel"
- 1973 – "Dear Rita Hayworth" / "There Was A Time"
- 1976 – "At Last" / "Own Up"